# Enicospilus castaneus
Enicospilus castaneus är en stekelart som först beskrevs av William Harris Ashmead 1901.  Enicospilus castaneus ingår i släktet Enicospilus och familjen brokparasitsteklar. Inga underarter finns listade i Catalogue of Life.